# Alfred Kastler
Alfred Kastler (Guebwiller, 3 mei 1902 – Bandol, 7 januari 1984) was een Frans natuurkundige die in 1966 de Nobelprijs voor de Natuurkunde kreeg voor zijn ontdekking en ontwikkeling van optische methoden voor het bestuderen van Hertziaanse resonanties in atomen.

## Biografie
Kastler werd geboren in Guebwiller (Gebweiler), als zoon van Frederic Kastler en Anne Frey toen de Elzas nog Duits grondgebied was. Hij genoot onderwijs in zijn geboortestad en in Colmar, waar het gezin Kastler naartoe was verhuisd nadat de Eerste Wereldoorlog was uitgebroken. In Colmar bezocht hij de middelbare school (Oberrealschule), die het Lycée Bartholdi werd toen de Elzas in 1918 weer werd ingelijfd bij Frankrijk. Hier raakte hij in het bijzonder geïnteresseerd in de wiskunde en natuurwetenschappen.
Hoewel hij zakte voor zijn toelatingsexamen werd hij in 1921 toch toegelaten tot de eliteschool École normale supérieure (ENS) te Parijs die hij in 1926 verliet om les te geven aan een lyceum. Hij was vijf jaar docent, eerst in Mulhouse en vervolgens in Colmar en Bordeaux. In 1931 werd hij de assistent van Pierre Daure aan de faculteit voor natuurwetenschappen van de universiteit van Bordeaux, waar hij vijf jaar later promoveerde tot Docteur des Sciences Physiques. Vanaf 1936 was hij lector aan de université Blaise Pascal in Clermont-Ferrand en twee jaar later professor te Bordeaux, tot 1941.
Tijdens de Duitse bezetting werd hij door Georges Bruhat gevraagd om naar Parijs te komen om hem te helpen bij de oprichting van een natuurkundige opleiding aan de École normale supérieure. In 1945 verkreeg hij er een leerstoel. Na zijn pensionering in 1968 was Kastler als directeur onderzoek verbonden aan het Centre national de la recherche scientifique (Nationaal centrum voor wetenschappelijk onderzoek), een positie die hij tot 1972 behield.

## Werk
Samen met de student Jean Brossel deed hij onderzoek naar de kwantummechanica, de interactie tussen licht en atomen, en spectroscopie. Werkend vanuit de methode van dubbele resonantie, een combinatie van optische en magnetische resonantie, ontwikkelde hij de techniek van "optisch pompen" – fundamenteel werk dat later een belangrijke rol speelde bij de uitvinding van de maser en de laser. Voor zijn methode om met licht te meten hoe atomen meetrillen met radiostraling (Hertiziaanse resonanties) won hij in 1966 de Nobelprijs voor de Natuurkunde.